# Чабанский
Чабанский — посёлок в Дергачёвском районе Саратовской области России, в составе Зерновского муниципального образования.

## География
Посёлок расположен на правом берегу реки Большой Узень, примерно в 48 км юго-западнее районного центра — посёлка Дергачи (77 по автодорогам).

## История
До 1984 года посёлок был известен как 2-е отделение совхоза «Зерновой» . Указом Президиума Верховного Совета РСФСР от 19 октября 1984 года посёлку присвоено наименование «Чабанский». На топографической карте СССР 1984 года отмечен как посёлок Октябрьский

## Население
Динамика численности населения по годам:
| Годы      | 2002 | 2010 |
| --------- | ---- | ---- |
| Население | 53   | 19   |

Национальный состав
Согласно результатам переписи 2002 года, в национальной структуре населения чеченцы составляли 68 %, казахи — 28 %.